# Pismis 24-1
Pismis 24-1 é uma parte de um aglomerado aberto na nebulosa NGC 6357. Pismis 24-1 é a maior e mais brilhante estrela das estrelas visíveis neste aglomerado, Pismis 24, e é uma das estrelas mais massivas conhecidas. A estrela é pelo menos uma estrela dupla, como foi revelado pela recente observação da câmara ACS do Telescópio Espacial Hubble. Pismis 24-1 é composto por pelo menos outros três objetos, a resolvida Pismis 24-1SW e a não resolvida binária espectroscópica Pismis 24-1NE. A evolucianária massa de idade zero daqueles dois objetos e aquela da próxima Pismis 24-17 são todas aproximadamente de 100 massas solares, muito maior mas abaixo do limite de formação estelar.